# Sandy Collins
Sandy Collins (* 13. Oktober 1958 in San Bernardino, Kalifornien) ist eine ehemalige US-amerikanische Tennisspielerin. Ihre größten Erfolge erzielte sie im Doppel.

## Erfolge

### Doppeltitel
| Nr. | Datum              | Turnier     | Kategorie    | Belag             | Partnerin         | Finalgegnerinnen                         | Ergebnis       |
| --- | ------------------ | ----------- | ------------ | ----------------- | ----------------- | ---------------------------------------- | -------------- |
| 1.  | 25. September 1983 | Kansas City | WTA          | Hartplatz         | Elizabeth Sayers  | Chris O’Neil Brenda Remilton             | 7:5, 7:6       |
| 2.  | 19. Oktober 1986   | Tokio       | WTA          | Hartplatz         | Sharon Walsh-Pete | Susan Mascarin Betsy Nagelsen            | 6:1, 6:2       |
| 3.  | 22. Oktober 1989   | Mobile      | ITF          | Hartplatz         | Renata Baranski   | Kathy Foxworth Vincenza Procacci         | 6:3, 6:4       |
| 4.  | 6. Oktober 1991    | Mailand     | WTA Tier III | Teppich (Halle)   | Lori McNeil       | Sabine Appelmans Raffaella Reggi-Concato | 7:60, 6:3      |
| 5.  | 10. November 1991  | Brentwood   | WTA Tier IV  | Hartplatz (Halle) | Elna Reinach      | Yayuk Basuki Caroline Vis                | 5:7, 6:4, 7:67 |

## Abschneiden bei Grand-Slam-Turnieren

### Einzel
| Turnier         | 1981 | 1982 | 1983 | 1984 | 1985 | 1986 | 1987 | 1988 | 1989 | 1990 | 1991 | Karriere |
| --------------- | ---- | ---- | ---- | ---- | ---- | ---- | ---- | ---- | ---- | ---- | ---- | -------- |
| Australian Open | —    | —    | —    | 2    | —    | —    | 1    | 2    | 1    | —    | 1    | 2        |
| French Open     | 3    | 3    | 2    | 1    | 1    | —    | —    | —    | —    | —    | —    | 3        |
| Wimbledon       | 3    | 1    | 2    | 1    | 1    | —    | —    | 1    | 1    | —    | —    | 3        |
| US Open         | 1    | 2    | 1    | 2    | 1    | —    | —    | —    | 1    | 1    | —    | 2        |

#### Doppel
| Turnier         | 1981 | 1982 | 1983 | 1984 | 1985 | 1986 | 1987 | 1988 | 1989 | 1990 | 1991 | 1992 | 1993 | 1994 | Karriere |
| --------------- | ---- | ---- | ---- | ---- | ---- | ---- | ---- | ---- | ---- | ---- | ---- | ---- | ---- | ---- | -------- |
| Australian Open | —    | —    | —    | 1    | —    | —    | VF   | VF   | 1    | 2    | 2    | —    | 1    | —    | VF       |
| French Open     | 2    | 1    | 1    | AF   | AF   | —    | —    | —    | 1    | 1    | VF   | AF   | 1    | 2    | VF       |
| Wimbledon       | 1    | AF   | AF   | AF   | 1    | AF   | 2    | 2    | 1    | 1    | 1    | AF   | 2    | 1    | AF       |
| US Open         | 2    | 2    | AF   | 1    | 2    | 2    | 1    | 1    | 1    | 1    | VF   | AF   | VF   | 2    | VF       |